# 布丰中学五烈士广场

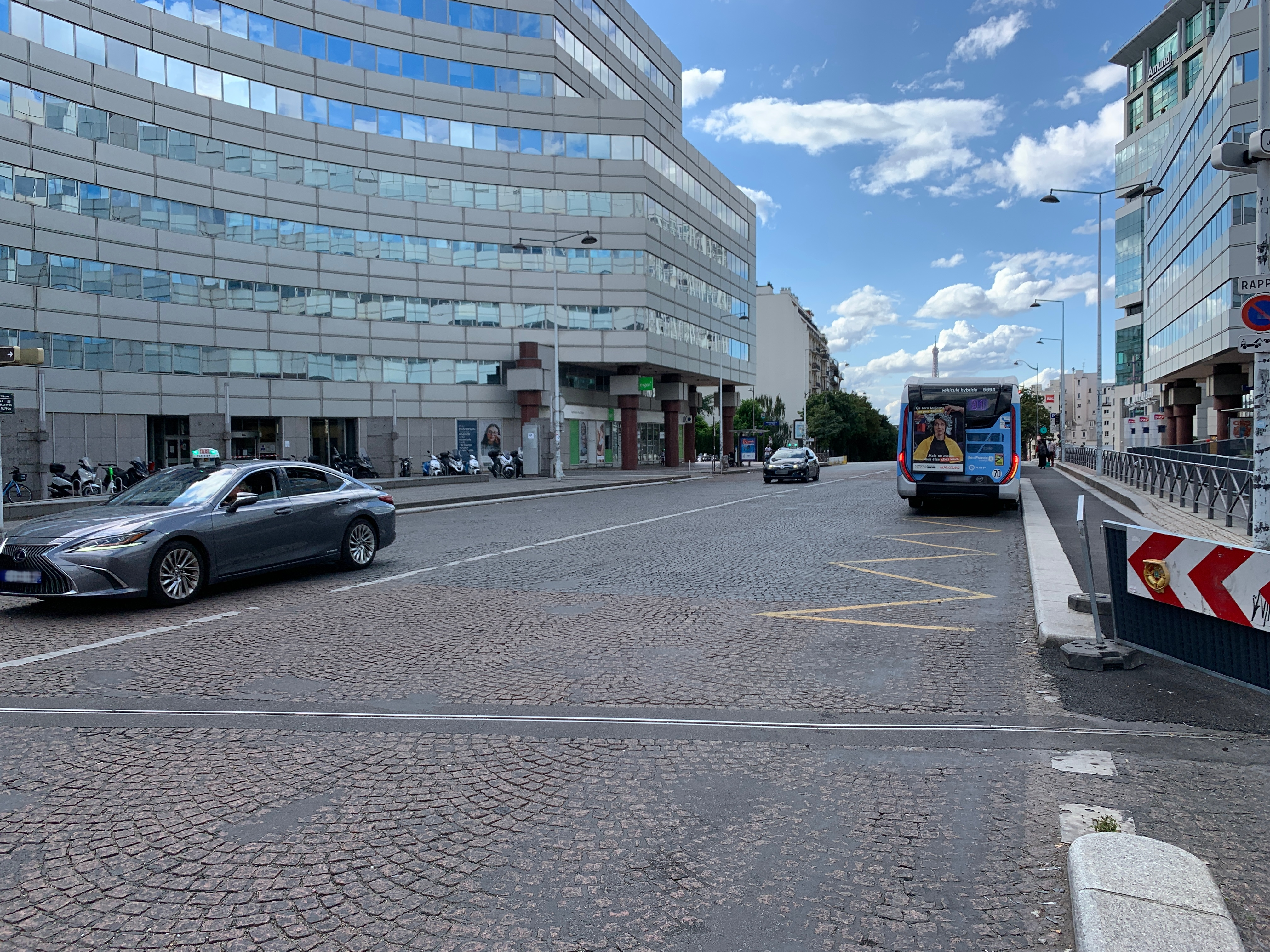
布丰中学五烈士广场（2021年8月）

布丰中学五烈士广场（Place des Cinq-Martyrs-du-Lycée-Buffon）是巴黎的一个广场，位于巴黎十四区和巴黎十五区边界，始于巴斯德大道（Boulevard Pasteur）97号，止于城堡路（Rue du Château）61号。长150米，宽24米。

## 名称
广场得名于“布丰中学五烈士”，1943年2月8日，第二次世界大战期间，布丰中学的五名学生参与抵抗活动，在巴黎十五区的巴拉德射击场（stand de tir de Balard）被德国行刑队执行枪决。他们是：
- 让·阿尔萨斯（Jean-Marie Arthus，1925年4月2日生于瑞士洛桑）
- 雅克·鲍德里（Jacques Baudry，1922年4月7日生）
- 皮埃尔·贝诺埃特（Pierre Benoît，1925年3月7日生于楠蒂阿）
- 皮埃尔·格雷洛特（Pierre Grelot，1923年4月16日生）
- 卢西安·勒格罗斯（Lucien Legros，1924年6月11日生）

## 历史
原名“城堡桥”（Pont-du-Château），1958年命名为“布丰中学五烈士桥”（pont des Cinq-Martyrs-du-Lycée-Buffon），1992年11月30日命名为“布丰中学五烈士广场”。